# Gumiane
Gumiane település Franciaországban, Drôme megyében. Lakosainak száma 20 fő (2022. január 1.). Gumiane Arnayon, Bouvières, Chalancon, Chaudebonne és Saint-Nazaire-le-Désert községekkel határos.

## Népesség
A település népességének változása:
| Lakosok száma | 50   | 43   | 41   | 28   | 22   | 21   | 20   | 19   | 19   | 20   |
|               | 1968 | 1982 | 1990 | 2006 | 2013 | 2015 | 2017 | 2019 | 2020 | 2022 |